# Prvenstvo NSO Split 1986./87.
Prvenstvo Nogometnog saveza općine Split (također i kao "Splitska nogometna liga") je bila liga petog ranga natjecanja nogometnog prvenstva Jugoslavije u sezoni 1986./87. 
 
Sudjelovalo je 12 klubova, a prvak je bio Slaven iz Trogira.  

## Ljestvica
| mj. | klub                    | ut. | pob. | ner. | por. | gol+ | gol- | bod |
| --- | ----------------------- | --- | ---- | ---- | ---- | ---- | ---- | --- |
| 1.  | Slaven Trogir           | 22  | 20   | 2    | 0    | 71   | 14   | 42  |
| 2.  | Kolektivac Postira      | 22  | 16   | 2    | 4    | 68   | 24   | 34  |
| 3.  | Tekstilac Sinj          | 22  | 13   | 3    | 6    | 57   | 29   | 29  |
| 4.  | Proleter Dugopolje      | 22  | 11   | 4    | 7    | 37   | 29   | 26  |
| 5.  | Rašeljka Gornji Vinjani | 22  | 11   | 3    | 8    | 34   | 27   | 23  |
| 6.  | Titov mornar Podgora    | 22  | 9    | 5    | 8    | 47   | 41   | 23  |
| 7.  | Bratstvo Donji Vinjani  | 22  | 6    | 5    | 11   | 28   | 41   | 17  |
| 8.  | Prugovo                 | 22  | 7    | 2    | 13   | 22   | 58   | 16  |
| 9.  | OSK Otok                | 22  | 5    | 4    | 13   | 35   | 65   | 14  |
| 10. | Biokovo Zagvozd         | 22  | 4    | 4    | 14   | 25   | 46   | 12  |
| 11. | Mladost Koprivno        | 22  | 4    | 8    | 10   | 28   | 51   | 12  |
| 12. | Domagoj Konjsko         | 22  | 4    | 2    | 16   | 17   | 45   | 10  |

## Rezultatska križaljka
| kratica | klub                    | BIO | BRA | DOM | KOL | MLA | OSK  | PRO | PRU | RAŠ      | SLA      | TEK | TIM |
| --- | ----------------------- | --- | --- | --- | --- | --- | ---- | --- | --- | -------- | -------- | --- | --- |
| BIO | Biokovo Zagvozd         |     |     |     | 0:3 |     |      | 0:1 |     |          | 1:1      |     | 1:1 |
| BRA | Bratstvo Donji Vinjani  |     |     |     | 2:1 |     |      | 0:0 |     |          | 2:3      |     |     |
| DOM | Domagoj Konjsko         |     |     |     | 1:4 |     |      | 2:4 |     |          | 0:3      |     |     |
| KOL | Kolektivac Postira      | 3:1 | 2:1 | 2:1 |     | 6:0 | 12:0 | 3:2 | 9:0 | 0:3 p.f. | 1:3      | 2:0 | 2:2 |
| MLA | Mladost Koprivno        |     |     |     | 0:1 |     |      | 1:1 |     |          | 2:2      |     |     |
| OSK | OSK Otok                |     |     |     | 3:4 |     |      | 0:0 |     |          | 0:5      |     |     |
| PRO | Proleter Dugopolje      | 5:1 | 3:0 | 4:1 | 0:1 | 0:0 | 2:1  |     | 3:1 | 1:0      | 0:1      | 3:2 | 0:3 |
| PRU | Prugovo                 |     |     |     | 0:4 |     |      | 1:0 |     | 0:0      | 0:9      |     |     |
| RAŠ | Rašeljka Gornji Vinjani |     |     |     | 0:1 |     |      | 2:5 |     |          | 0:3 p.f. |     |     |
| SLA | Slaven Trogir           | 1:0 | 1:0 | 6:1 | 2:1 | 7:1 | 3:0  | 5:1 | 4:0 | 2:1      |          | 3:0 | 2:0 |
| TEK | Tekstilac Sinj          |     |     |     | 2:2 |     | 4:2  | 4:0 |     |          | 2:3      |     |     |
| TIM | Titov mornar Podgora    |     |     |     | 1:4 |     |      | 0:2 |     |          | 1:2      |     |     |
| |                         |     |     |     |     |     |      |     |     |          |          |     |     |
| podebljan rezultat - utakmice od 1. do 11. kola (1. utakmica između klubova) rezultat normalne debljine - utakmice od 12. do 22. kola (2. utakmica između klubova) rezultat nakošen - nije vidljiv redoslijed odigravanja međusobnih utakmica iz dostupnih izvora rezultat nakošen i smanjen * - iz dostupnih izvora nije uočljiv domaćin susreta prekrižen rezultat - poništena ili brisana utakmica p - utakmica prekinuta 3:0 p.f. / 0:3 p.f. - rezultat 3:0 bez borbe |                         |     |     |     |     |     |      |     |     |          |          |     |     |

Izvori: 

## Unutarnje poveznice
- Dalmatinska nogometna liga – Srednja skupina 1986./87.